# Gonçalo Inácio
Gonçalo Bernardo Inácio (Almada, 2001. augusztus 25. –) portugál válogatott labdarúgó, a Sporting játékosa.

## Pályafutása

### Klubcsapatokban
Az Almada és a Sporting korosztályos csapataiban nevelkedett, de többször is megfordult a Benfica csapatánál próbajátékon, de végül nem igazolt oda. 2018. január 13-án 16 évesen kötött profi szerződést a Sporting csapatával. 2020. július 6-án került be az első csapatba először, de a Moreirense ellen nem lépett pályára. Október 4-én a Portimonense ellen csereként mutatkozott be.
2021. március 20-án első gólját szerezte meg Vitória ellen 1–0-ra megnyert találkozón. 2022. április 1-jén 2026. június 30-ig hosszabbított a klubbal.

### A válogatottban
Többszörös portugál korosztályos válogatott. 2021. augusztus 26-án Fernando Santos szövetségi kapitány behívta a válogatott keretébe, amely Azerbajdzsán és Írország ellen készült a 2022-es labdarúgó-világbajnokság-selejtezőjében. Négy nappal később sérülés miatt kikerült a keretből. 2022 októberébe bekerült az 55 fős bő keretbe, amelyből a 2022-es labdarúgó-világbajnokságra utazó 26 fő kerül ki, de a szűkítés során kikerült a listáról.
2023. március 23-án mutatkozott be Liechtenstein elleni 2024-es labdarúgó-Európa-bajnokság selejtező találkozóján. Szeptember 11-én első két gólját szerezte meg Luxemburg ellen 9–0-ra megnyert selejtező-mérkőzésen, ami a válogatott történelmének legnagyobb különbségű győzelme lett. Mindkét gólját fejjel szerezte meg. 2024. május 21-én Roberto Martínez szövetségi kapitány kihirdette 26 fős Európa-bajnoki keretét, amelyben ő is szerepelt.

## Sikerei, díjai
- Sporting
  - Portugál bajnok: 2020–21, 2023–24
  - Portugál kupa: 2020–21, 2021–22
  - Portugál szuperkupa: 2021